# Mijaíl Kaláshnikov
Mijaíl Timoféyevich Kaláshnikov (en ruso: Михаи́л Тимофе́евич Кала́шников; Kuriá, RSFS de Rusia, Unión Soviética, 10 de noviembre de 1919-Izhevsk, Rusia, 23 de diciembre de 2013) fue un ingeniero militar y destacado diseñador de armas de fuego soviético y ruso. Su diseño más conocido es el fusil de asalto Kaláshnikov AK-47.

## Biografía

### Inicios y formación
Después de graduarse en la escuela secundaria, Kaláshnikov trabajó en el depósito de Matái (provincia de Almaty) del ferrocarril Turquestán–Siberia hasta 1938 y allí se alistó en el Ejército Rojo. Ya en el ejército, entró en la escuela de mecánicos de carros de combate, lugar donde diseñó diversos accesorios que complementaban los móviles de combate. Uno de sus logros fue un medidor de distancias que medía el espacio recorrido.
Combatiente de la Gran Guerra Patria como suboficial de carros, demostró desde su incorporación a filas un gran interés por las armas de fuego. En el año 1941, el general Gueorgui Zhúkov destinó a Kaláshnikov a Leningrado (ahora San Petersburgo) para que aplicara sus inventos a mejorar los tanques. Fue en ese momento cuando Kaláshnikov tuvo que dirigir un carro de combate T-34 contra los alemanes durante diversas batallas, hasta que en octubre, en la batalla de Briansk, fue herido en un brazo por una bomba. En el hospital empezó a pensar en una nueva arma basándose en las quejas de sus compañeros sobre las anticuadas carabinas soviéticas.

### El fusil de asalto AK-47

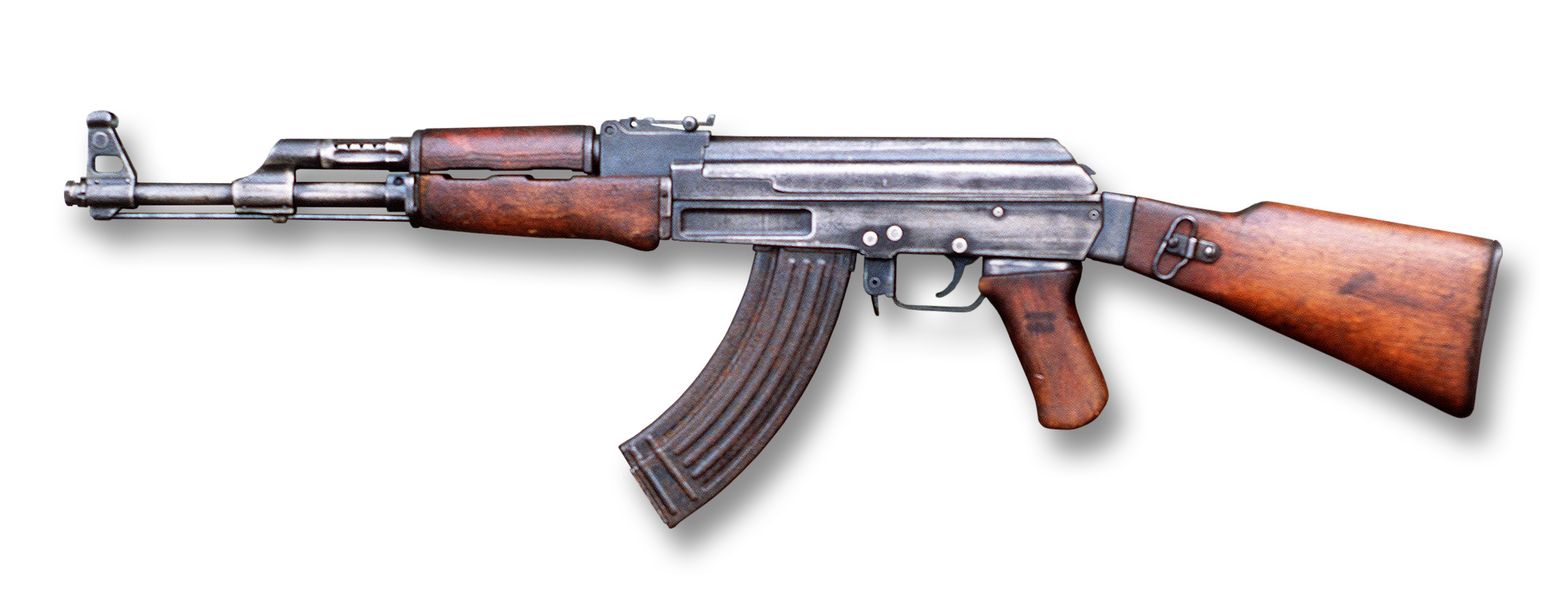
Fusil de asalto AK-47

- Al salir del hospital en 1942, Mijaíl fue inmediatamente al taller, donde empezó a fabricar sus diseños. Este nuevo proyecto llamó la atención de sus superiores y lo trasladaron al Instituto de Aviación de Moscú para trabajar con más recursos.
- En 1944 Kaláshnikov ya tenía finalizado un fusil de asalto de fuego rápido. Pero continuó perfeccionando el diseño mientras el ejército ya lo probaba. En 1947, su diseño final era el AK-47 (acrónimo de Avtomat Kaláshnikov, modelo 1947), que fue adoptado como el fusil de asalto estándar del Ejército Rojo en 1949.
- En reconocimiento de su aportación, fue condecorado con el Premio Stalin de Primera Clase. Llegó a ser diseñador general de armas, pero ninguno de sus inventos impactó tanto como el AK-47.
- Esta arma fue utilizada como el arma oficial por los ejércitos de los países del Pacto de Varsovia. En la guerra de Corea fue utilizada por el ejército chino ya que les fue suministrada por la URSS. Occidente sabía y conocía de esta arma pero nunca tuvieron una en sus manos hasta la guerra de Vietnam, en que el ejército de Vietnam del Norte y del Vietcong la utilizan contra el ejército de Estados Unidos y es cuando los países occidentales la consiguen cuando hay prisioneros de guerra en Vietnam. Entonces fue desarmada y estudiada para conocer su mecanismo. Inclusive existe una portada de la revista Life de 1967, en donde tropas estadounidenses tienen en su poder esta arma y la utilizan en combate.[cita requerida]
- En 1971 ganó el grado de coronel, con un doctorado honorario de la ciencia, de la ingeniería y la Orden de la Bandera Roja del Trabajo, la Orden de la Guerra Patria de primera clase y la Orden de la Estrella Roja.
- En 1994 fue ascendido a mayor general y le fue concedida la Orden del Servicio a la Patria en las Fuerzas Armadas de la URSS. Mientras, todavía trabajaba como principal diseñador en la planta de ingeniería de Izhmash del ejército ruso en Izhevsk.
- En octubre de 2004, el presidente ruso, Vladímir Putin, condecoró a Mijaíl Kaláshnikov, el diseñador del famoso fusil automático AK-47, con la Orden al Mérito Militar.
- En 2006 lanzó una edición limitada de navajas de supervivencia, diseñadas con el mismo espíritu de su fusil: fabricación en serie e indestructibles. El estuche de la navaja tiene la forma del cargador de un AK-47.
- El 10 de noviembre de 2009 y celebrando su 90.º cumpleaños fue condecorado por el presidente Dmitri Medvédev como Héroe de la Federación Rusa, la distinción más alta posible del país, diciendo: «La marca rusa que enorgullece a la nación».[2]

El AK-47 es famoso por su seguridad en las condiciones climáticas más adversas, desde el desierto hasta las nieves. Las probabilidades de que el fusil se encasquille son muy bajas en comparación con otros fusiles de asalto, y ni el barro ni la lluvia hacen que el AK-47 sea más propenso a encasquillarse. Es el arma preferida por las guerrillas y fuerzas armadas orientales. La URSS nunca patentó sus derechos de inventor y se dice que Kaláshnikov jamás recibió dinero alguno por los cien millones de sus fusiles que se han vendido en todo el mundo, lo cual no ha sido confirmado oficialmente. Es el arma oficial de los ejércitos de 55 países e incluso figura en los escudos de varios Estados, en particular de África por su contribución a la descolonización, por ejemplo Mozambique. A diciembre de 2007, el AK-47 era el arma de fuego de mayor producción de la historia, con cerca de 80 millones de unidades manufacturadas. El único inconveniente que tiene esta arma, es que por su mecanismo de acción, emite un sonido muy particular, por lo cual es fácilmente identificable el lugar de donde proviene el ataque.
Es el arma preferida por los cárteles de la droga, principalmente los mexicanos, donde se le conoce como «cuerno de chivo».

### Muerte
Kaláshnikov murió en 2013 en un hospital, donde fue internado el 17 de noviembre, debido a una hemorragia gástrica, en la ciudad de Izhevsk, consecuente a los problemas cardíacos que le afectaron en el pasado.
En una carta que había enviado al patriarca Cirilo I de Moscú antes de morir decía:

Mi dolor espiritual es insoportable. Sigo haciéndome la misma pregunta sin resolución: si mi rifle le quitó la vida a personas, ¿podría ser que yo, un creyente cristiano y ortodoxo, sea culpable de esas muertes, aun cuando fueran enemigos?.

Cuanto más vivo, más se adentra esta pregunta en mi cerebro y más me pregunto por qué el Señor permitió al hombre los deseos diabólicos de la envidia, la codicia y la agresión.

Mi meta era crear armamento para la protección de las fronteras de mi patria.

No es mi culpa que el Kalashnikov fuera utilizado en muchos sitios con problemas. Creo que la culpa de eso la tienen esos países y no los diseñadores.

#### Homenaje
El 20 de septiembre de 2017 en el pleno centro de la ciudad de Moscú se inauguró una escultura en homenaje al inventor del AK-47 mencionando que es una "marca cultural de Rusia". La escultura con más de siete metros de alto, representa a Mijaíl Kaláshnikov portando su invento.
Pocos días después de la inauguración, el 22 de septiembre, surgió que en una parte de la escultura se representó a otra arma, un fusil de asalto alemán STG 44, el cual tuvo que ser eliminado de la escultura.

## Citas
«Mi vida es mi trabajo y mi trabajo es mi vida. Inventé este fusil de asalto para defender a mi país. Hoy en día estoy orgulloso que para muchos signifique un sinónimo de libertad».